# Sperling und der Mann im Abseits
Sperling und der Mann im Abseits ist ein deutscher Fernsehfilm von Marcus O. Rosenmüller aus dem Jahr 2003. Es handelt sich um die dreizehnte Episode der ZDF-Kriminalfilmreihe Sperling mit Dieter Pfaff in der Titelrolle. Sperlings Team setzt sich zusammen aus der von Gesche Tebbenhoff verkörperten Kerstin Sprenger, Falk Hofmann (Philipp Moog), Norbert Wachutka (Hans-Joachim Grubel) und Waltraud Schütze (Anna Böttcher). Die Haupt-Gastrollen in dieser Episode sind besetzt mit Rainer Strecker, Michael Lott, Horst Günter Marx und Eva Hassmann.

## Handlung
Kriminalhauptkommissar Hans Sperling aus Berlin ist an diesem Morgen eigentlich gut gelaunt. Dann jedoch passiert so einiges, was die Laune des Kommissars auf den Nullpunkt sinken lässt. Das ist auch der Grund dafür, dass er den Streifenpolizisten Bernd Scheurich, der das Fahrzeug kontrolliert, in dem Sperling auf seinen Kollegen Falk Hofmann wartet, ungewöhnlich heftig zurechtweist, ohne sich allerdings als Kollege zu erkennen zu geben.
Kurze Zeit später wird in unmittelbarer Nähe ein vietnamesischer Zigarettenhändler am Absatz einer Treppe in einer Blutlache aufgefunden. Schwer verletzt wird er in ein Krankenhaus gebracht. Laut Zeugenaussagen wurde der flüchtende Mann von zwei uniformierten Polizisten verfolgt. Sperling stellt sich die Frage, ob ein Zusammenhang bestehen könnte zwischen seinem Ausraster und dem Vorfall mit dem Vietnamesen. Er befürchtet, bei dem Kollegen eine Kurzschlussreaktion ausgelöst zu haben. Zusammen mit seinen Mitarbeitern nimmt Sperling die Ermittlungen auf.
Bei dem kontrollierenden Beamten handelt es sich um Bernd Scheurich, einen ehemaligen Profifußballer, der nach einer Verletzung seine Karriere beenden musste. Er lebt über seine Verhältnisse, da sein Einkommen als Polizist die Verbindlichkeiten, die er zu Zeiten als gut verdienender Profifußballer eingegangen ist, nicht deckt.
Bernd Scheurich hat inzwischen durch einen Zufall herausgefunden, dass seine Frau Magdalena ihn mit seinem Vorgesetzten Meyr-Haugk betrügt, dem Mann, den er für einen Freund gehalten hat. Ganz andere Sorgen hat Sperling, der durch die Hilfe einer Vietnamesin herausgefunden hat, dass der Übersetzer Hong, der bei der Vernehmung eines verdächtigen Vietnamesen übersetzen sollte, ein falsches Spiel gespielt hat. Er bringt so in Erfahrung, dass der ins Krankenhaus eingelieferte Vietnamese sich in Gefahr befindet, da die Zigarettenmafia, zu der er wohl gehört, ihn dort rausholen will. 
In einem Gespräch mit Scheurich stellt sich heraus, dass sein Kollege Heinz Steinke auf den Vietnamesen eingetreten hat. Das sei „Frusttreten“ gewesen, meint Scheurich, sein Kollege habe so etwas manchmal einfach gebraucht. Er könne sich nicht vorstellen, was in den Zellen immer mal wieder so abgehe. Dann schließt er den Kommissar in der Zelle ein, in der man sich getroffen hat, und meint, er werde jetzt seinen Chef erschießen. Als man Sperling befreit hat, rast er zum Grundstück am See, das Meyr-Haugk gehört. Seine Befürchtung, dass er zu spät gekommen sein könnte, bewahrheitet sich zum Glück nicht. Wortlos tritt ihm Scheurich entgegen und zeigt nach der Frage, wo seine Waffe sei, auf eine Stelle am Boden. Am Ufer des Sees findet Sperling Frau und Sohn des Ex-Fußballers in trauter Runde mit Meyr-Haugk am gedeckten Tisch sitzend vor. 
Scheurich hat inzwischen seinen Dienst bei der Polizei quittiert und einen Job als Jugend-Fußballtrainer gefunden. Da der Vietnamese verschwunden bleibt, liegt es an Scheurich, gegen seinen ehemaligen Kollegen auszusagen. Der hat ihn erpresst, da er ihn einmal an dem Sparschwein entdeckt hat, einer Gemeinschaftskasse der Polizisten, aus dem ein Schein hervorlugte, an dem Scheurich sich zu schaffen gemacht hatte. Er habe wieder einmal nicht gewusst, woher er das Geld für die Ausgaben seiner Frau habe nehmen sollen. Aber sie würden sich sowieso nicht mehr sehen. Sperling wäre nicht Sperling, wenn er Scheurich nicht dazu bewegen könnte, ihm eine Zusage für eine Zeugenaussage gegen Steinke vor Gericht zuzusagen.

## Produktion

### Dreharbeiten, Produktionsnotizen
Der Film wurde in Berlin und Umgebung gedreht. Die Aufnahmeleitung lag bei Regina Kowalski, Mari Dopke und Nina Schiebusch, die Produktionsleitung bei Kerstin Kroemer und die Redaktion bei Klaus Bassiner und Axel Laustroer. Es handelt sich um eine Produktion der Polyphon Film- und Fernsehgesellschaft im Auftrag des ZDF.  

### Veröffentlichung
Sperling und der Mann im Abseits wurde erstmals am 5. April 2003 zur Hauptsendezeit im ZDF ausgestrahlt.
Diese dreizehnte Episode der Reihe erschien zusammen mit allen weiteren 17 Folgen am 10. April 2015 auf DVD, herausgegeben von der Edel Germany GmbH.

## Kritik
Die Kritiker der Fernsehzeitschrift TV Spielfilm gaben dem Film ihre bestmögliche Wertung, indem sie mit dem Daumen nach oben zeigten und zusammenfassend lobten: „In der Ruhe liegt die Kraft. Mit Gespür und Menschen-kenntnis löst Sperling alias Dieter Pfaff seine Fälle. Das ist nicht spektakulär, aber in diesem Fall ein wertvoller Diskussionsbeitrag über die wirklichen Verhältnisse.“ Fazit: „Kein Abseits, sondern ein Volltreffer“.
Die Prisma-Redaktion gab dem Film drei von fünf möglichen Sternen und meinte, auch diese Folge aus der preisgekrönten Krimireihe biete „spannende Unterhaltung“. Sie komme „ohne billige Schwarzweiß-Malerei aus“ biete „facettenreiche Charaktere, getragen von guten Darstellern“.
Im Tagesspiegel war zu lesen: „Der 13. Fall für die Kommissar-Figur des beeindruckenden Dieter Pfaff ist ein spannender Kriminalfall und zugleich ein Film über Ängste, Hoffnungen, Frustrationen und Gewalt, die Gegengewalt auslöst. ‚Sperling und der Mann im Abseits‘ erzählt eine komplizierte Geschichte; eigentlich wird eine Psychostudie ausgebreitet, aufgeschrieben von den Autoren Philipp Moog und Frank Röth. […] Und Hans Sperling, den bislang nichts aus dem Gleichgewicht zu bringen schien, ist diesmal äußerst schlecht gelaunt.“